# Muse
Denne artikel omhandler muser i den græske mytologi, for band, se Muse (gruppe), for Multiple Streaming Engine, se MuSE
Muse (af græsk mousa fra verbet mimnésko (= jeg mindes, erindrer), knyttet til musernes mor Mnemosyne. Plutark kaldte muserne mneiai, dvs. "minder",) en af ni muser i græsk mytologi. De er døtre af Zeus og modsat de fleste andre olympiske guder, kendtes de ikke i før-græsk tid. Muserne opstod som selvstændige, mytiske skikkelser, da dyrkelsen af den olympiske gudeverden blev indført. Muserne er angiveligt født ved Olympens fod på sletten Piéria og måtte bosætte sig på selve bjerget. I græsk mytologi er det kun muserne og deres far Zeus, som bærer tilnavnet "olympiske".
Ordet "muse" beskriver også den person, der inspirerer en kunstner til sine værker.
De ni olympiske muser er:
- Erató for lyrik, kærlighedsdigte - afbildes med en kithara.[4]
- Euterpe for fløjtespil og lyrik - afbildes med en fløjte.
- Kalliope for heltedigtning, epos - afbildes med en bogrulle eller skrivetavle.
- Klió for historieskrivning og heltedigt - afbildes med en bogrulle.
- Melpomene for tragediedigtning - afbildes med en tragisk maske.
- Polyhymnia for pantomime og for dansen - svøber sig i sin dragt.
- Terpsichore for sang, dans og korlyrik - afbildes med en lyre.
- Thalía for komediedigtning - afbildes med en komisk maske.
- Uranía for astronomi - afbildes med en stjerneglobus.[5]

## Historie
Musernes tilblivelse forbindes med en anekdote knyttet til en tabt hymne af Pindar, der beretter, at Zeus, efter at have skabt alt, spurgte de andre guder, om der ikke var noget, der manglede. De svarede, at der mangler nogen til at udtrykke glæde over, hvor godt alt var blevet skabt.
Muserne er nært knyttet til Apollon Musagetes (= musernes anfører), og Parnassos, hvis kilde Castalia Musae Apollon havde viet til muserne. Kildens vand flød mellem de to store bjergtoppe og blev samlet i et bassin, hvorfra vandet blev hentet af Pythias præstinder til brug i oraklet i Delfi.

## Homer og Hesiod
Digteren påkaldte muserne, for overhovedet at kunne digte. Han appellerede til sin muse, for det var hendes stemme, der lød, med digteren som medium. Muserne regnedes som alvidende. Meget sjældent omtaler digteren sig selv i Homers epos, men når det sker, henvender han sig hverken til læseren eller tilhørerne, men til muserne i håb om at blive delagtig i deres viden, som i Iliaden (2, 484 ff):
Sig mig nu, muser, som bor i Olympens strålende sale,
I er gudinder, er overalt og har viden om alting.
Vi kan kun lytte til sagn og ved ikke noget med vished —
På samme vis åbnes både Iliaden og Odysseen med anråbelse af digterens muse.
I Iliaden:
Syng, gudinde, om vreden, der greb peleiden Achilleus.
I Odysseen:
Syng for mig, muse, om manden, der videnom strejfed' -
Hesiod åbnede Theogonien med ordene:
Muserne, Helikons døtre, jeg åbner min hyldest og sang med
dem, der har tilhold på Helikons tinde, storslået og hellig.
Hesiod er den, der i Theogonien gav muserne deres individualitet ved som den første, vi kender, at navngive hver enkelt muse:
...døtre af Zeus i et antal af ni, og benævnes som følger: Klió, dernæst Eutérpe, Thalía og så Melpoméne og Terpsichóre,
Polýmnia og Erató, Uranía,
samt Kalliópe, for hun er den første og fremmeste af alle.
I Theogonien fortælles om musernes ophav, at:
Fødslen stod i Piéria, hvor Mnemosyne dem fødte,
efter at Zeus og Eleútheros-højdens gudinde lå sammen.
Ulykkers glemsel og hvile fra alskens bekymring formår de.
Favntaget varede ni hele nætter, da rådvise fader,
fjernt fra de øvrige guder, steg op i det hellige leje.
Han hylder dem for at have inspireret ham:
Nylig de lærte Hesiod kunsten at synge så smukt,
dengang han vogtede får i hellige Helikons bakker,
lyder det i Theogonien. Hesiods hymne er afgjort knyttet til den lokale kult for muser ved hans hjemsted, Askra, ved Helikon-bjerget. Derfor åbner han hymnen med at omtale Helikons muser, for derpå at hylde Olympens muser, som anråbes i de homeriske sange. Det kan være Hesiods protest mod homerisk tradition. Han kan have været tilknyttet en episk fastlandstradition, der har eksisteret side om side med jonernes homeriske tradition.
Hesiod lader muserne udtrykke sig alene gennem ord (dvs. sang) og dans, men aldrig gennem et instrument - tilsvarende forholdene i hans hjemlige kult for muser, hvor instrumenter aldrig blev anvendt - ikke engang Apollons lyre. Det forlød, at Hesiod selv var så dårlig til lyrespil, at han aldrig fik lov til at deltage i festspillene i Delfi.

## Galleri
- Kalliope
- Klio
- Melpomene
- Polyhymnia / Polymnia